# Origami
Origami (折り紙, Origami) (oru betyder "foldning" og kami betyder "papir") er den antikke japanske papirfoldekunst, men stammer oprindeligt fra Kina. Målet med origami er med et enkelt (oftest kvadratisk) stykke papir at skabe en repræsentation af et objekt ved hjælp af geometrisk foldede former og mønstre, helst uden brug af lim eller ved at skære i papiret. I dag refererer ordet "origami" til alle typer af papir foldning, også de af ikke-asiatisk oprindelse.[kilde mangler]
Origami bruger kun et lille antal forskellige foldninger, men de kan kombineres på mange forskellige måder til komplicerede figurer eller designs, som for eksempel den velkendte japanske trane. I almindelighed begynder disse figurer med et kvadratisk stykke papir, hvis sider kan være i forskellige farver eller påtrykte mønstre.
Traditionel japansk origami har været praktiseret siden Edo æraen (1603-1867) og har ofte været mindre streng med hensyn til de almindelige konventioner for origami, så undertiden blev papiret skåret under oprettelsen af et design.
En af de mest kendte origamister var Akira Yoshizawa
I Japan er der også et gammel sagn om, den der folder 1.000 origami-traner, får sit største ønske opfyldt.

## Fremstilling - demonstration
- To små videoer
- Foldning af tranen
- Et eksempel på foranderlig origami.

| Kunst | Spire Denne artikel om kunst er en spire som bør udbygges. Du er velkommen til at hjælpe Wikipedia ved at udvide den. |